# Network Rail
Network Rail est une société privée britannique qui est propriétaire du réseau ferroviaire des ex-British Railways (le réseau national britannique) dont elle assure la gestion et l'entretien. Ce réseau comprend les voies, la signalisation, les ouvrages d'art (tunnels et ponts), les passages à niveau, les installations de traction électrique (caténaire, postes et sous-station) et les gares.

## Caractéristique
En 2002, Network Rail a repris le réseau en rachetant Railtrack plc, qui était le gestionnaire du réseau depuis la privatisation et qui se trouvait au bord de la faillite, à Railtrack Group plc pour 500 millions de livres sterling. Cette société est déclarée comme « privée à but non lucratif » mais sans actionnaire et ne distribuant pas son bénéfice éventuel. L'État lui verse la moitié de ses revenus, l'autre moitié venant des opérateurs de trains. En novembre 2006, elle déclare son premier bénéfice.
En octobre 2003, Network Rail a annoncé qu'elle reprenait la maintenance du réseau jusque-là assurée par des sous-traitants privés. L'objectif serait double : améliorer le niveau de qualité de l'entretien et contenir la hausse des prix. Malgré les dénégations de la société, beaucoup de commentateurs voient dans cette évolution un pas de plus vers la renationalisation du réseau.
Cette opinion a été renforcée en février 2004 avec la mise en place d'un centre opérationnel à la gare de Londres-Waterloo, exploité conjointement par Network Rail et la société South West Trains. C'est la première fois depuis la privatisation qu'un tel schéma de collaboration entre un exploitant et le gestionnaire du réseau est mis en place, et il est considéré comme un modèle pour d'autres secteurs du réseau.
En 2023, Network Rail doit être remplacé par la nouvelle entreprise publique Great British Railways.